# Alegeri pentru Parlamentul European în Belgia, 1989
Alegerile pentru Parlamentul European în Belgia de la data de 18 iunie 1989. În cadrul colegiul electoral Olandez au fost aleși 13 membri pentru Parlamentul European, iar în colegiul electoral Francez 11 membri.

## Colegiul electoral Olandez
| Partid/Alianță | Partid/Alianță                                  | Voturi    | %      | +/−    | Locuri | +/− |
| -------------- | ----------------------------------------------- | --------- | ------ | ------ | ------ | --- |
|                | Partidul Flamand Creștin-Democrat               | 1,247,075 | 34.08% | +1.55% | 5      | +1  |
|                | Partidul Socialist - Diferit                    | 733,242   | 20.04% | −8.09% | 3      | −1  |
|                | Flamanzii Liberali și Democrați                 | 625,561   | 17.10% | +2.91% | 2      | 0   |
|                | Agalev-Groen                                    | 446,539   | 12.20% | +5.12% | 1      | 0   |
|                | Uniunea Populară (Belgia)-Alianța Europa Liberă | 318,153   | 8.70%  | −5.21% | 1      | −1  |
|                | Vlaams Blok                                     | 241,117   | 6.59%  | +4.49% | 1      | +1  |
|                | Altele                                          | 47,219    | 1.29%  | --     | 0      | 0   |

- Au fost luate în cosiderare doar partidele care au totalizat cel puțin 50.000 de voturi.

## Colegiul electoral Francez
| Partid/Alianta | Partid/Alianta                         | Voturi  | %      | +/−    | Locuri | +/− |
| -------------- | -------------------------------------- | ------- | ------ | ------ | ------ | --- |
|                | Partidul Socialist (Belgia Francofonă) | 854,207 | 38.13% | +4.09% | 5      | 0   |
|                | Centrul Democrat Umanist               | 476,795 | 21.28% | +1.81% | 2      | 0   |
|                | Partidul Liberal Reformist             | 423,479 | 18.90% | −5.24% | 2      | −1  |
|                | Ecolo                                  | 371,053 | 16.56% | +6.71% | 2      | +1  |
|                | Frontul Democratic al Francofonilor    | 85,867  | 3.83%  | −2.55% | 0      | 0   |
|                | Altii                                  | 28,993  | 1.29%  | --     | 0      | 0   |

- Au fost luate în cosiderare doar partidele care au totalizat cel puțin 50.000 de voturi.